# Krzekowo

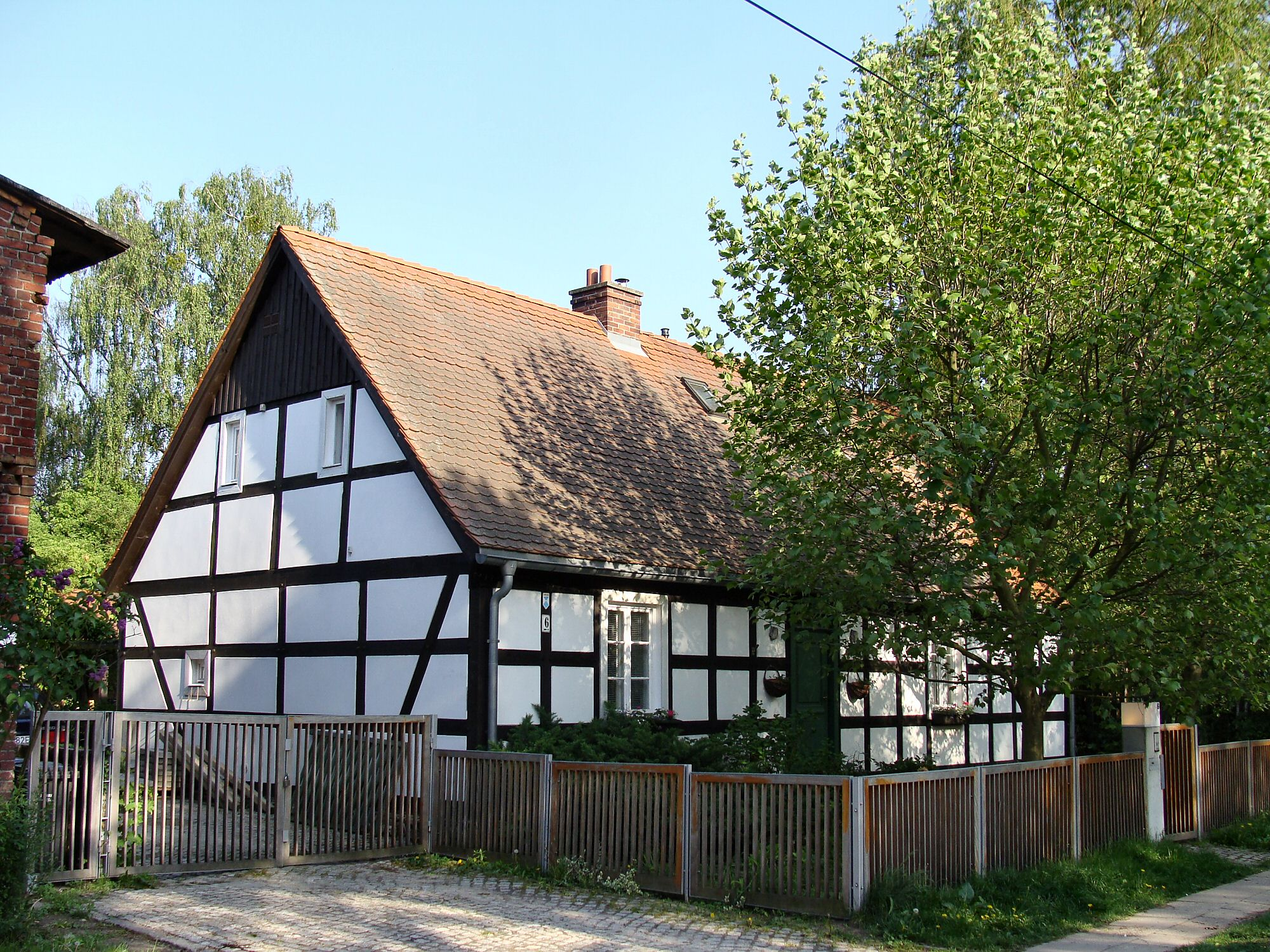
Krzekowo; Ryglowa chałupa przy ul. Szerokiej 6 – obiekt zabytkowy.

Krzekowo (niem. Kreckow) – część miasta Szczecina na osiedlu Krzekowo-Bezrzecze, położone przy granicy miasta z gminą Dobra.
W 1909 w Krzekowie powstało pierwsze w okolicach Szczecina lotnisko (niem. Kreckower Feld), na którym wylądowali bracia Wright. 18 czerwca 1910 doszło na nim do pierwszej w historii Niemiec katastrofy lotniczej, której ofiarą była osoba cywilna – kolarz Thaddäus Robl, w 1918 r. przekształcono je w lotnisko cywilne. W 1939 Krzekowo, jak i wiele okolicznych wsi, zostało włączone w granice Wielkiego Miasta Szczecina. Krzekowo, to typowa ulicówka z główną ulicą – ul. Szeroką.
Granice Krzekowa wyznaczają ulice: Modra, ciąg Szeroka-Bracka a także budowane przedłużenie ul. Gen. Stanisława Sosabowskiego (od ronda ONZ, przez byłą pętlę autobusowo-tramwajową ,,Krzekowo" do skrzyżowania Żniwna-Szeroka-Sosabowskiego) oraz częściowo Popiełuszki i potok Bukowa. Samo osiedle podzielone jest na dwie części, które rozdziela potok Bukowa: wschodnią z zabudową mieszkalną i zachodnią, której większość obszaru zajmują ogrody działkowe. Przy ul. Łukasińskiego znajduje się największa w mieście piekarnia „Arion-Polbak”. Tuż poza granicami znajduje się jednostka korpusu NATO – Koszary Bałtyckie; wcześniej obszar ten był zaliczany do Krzekowa. Najcenniejszym zabytkiem dzielnicy jest XIII-wieczny kościół pw. Św. Trójcy.
Duży obszar dzielnicy stanowią Rodzinne Ogrody Działkowe „Krzekowo” i „Pionier” będące miejscem spotkań i wypoczynku szczecinian.
Komunikację z innymi dzielnicami zapewniają linie tramwajowe 5 i 7 oraz autobusowe 60, 80, 222, 225 i 227 oraz linie autobusowe nocne 527, 529 i 535